# Mocochinchi

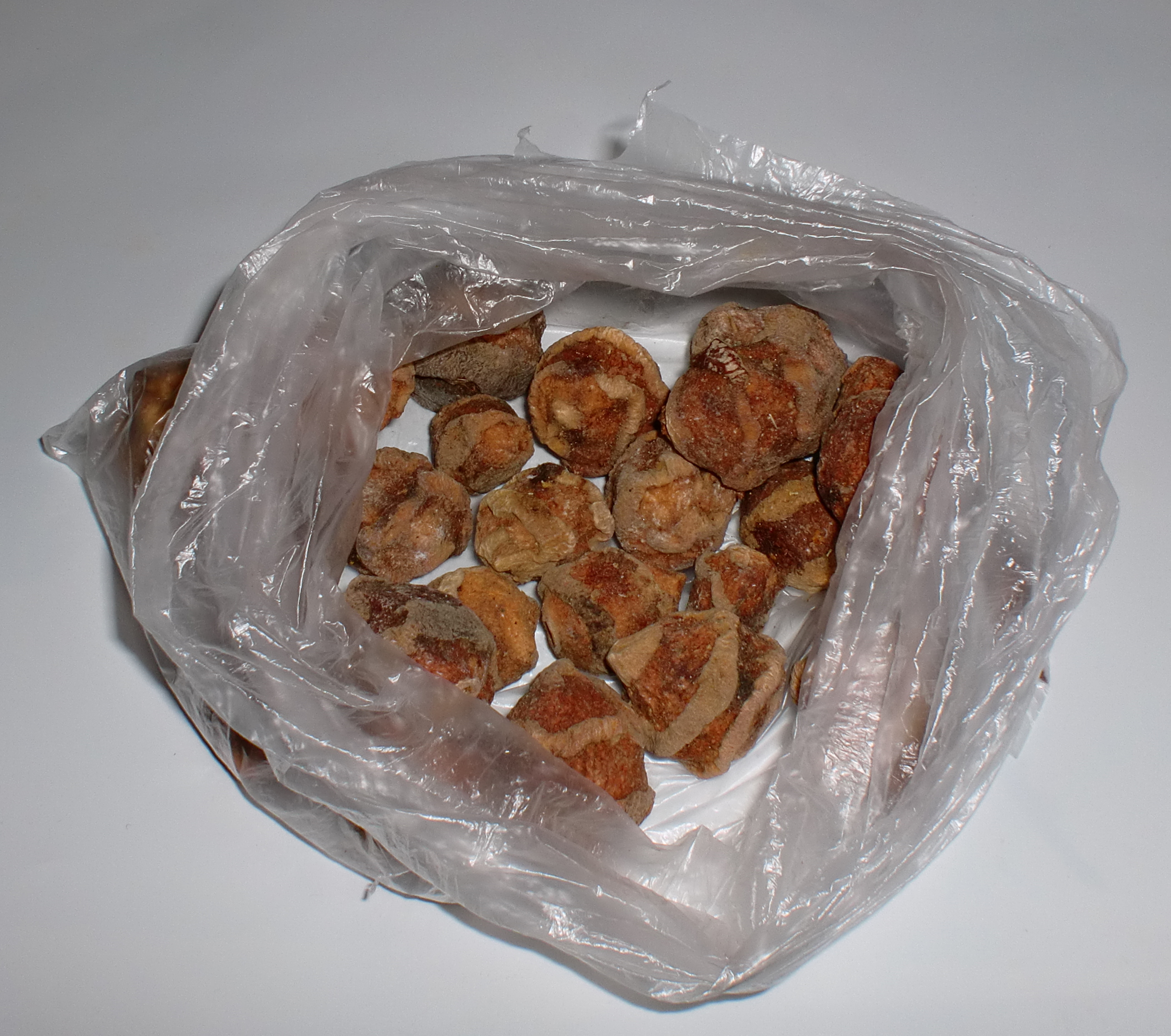
Mocochinchi deshidratat

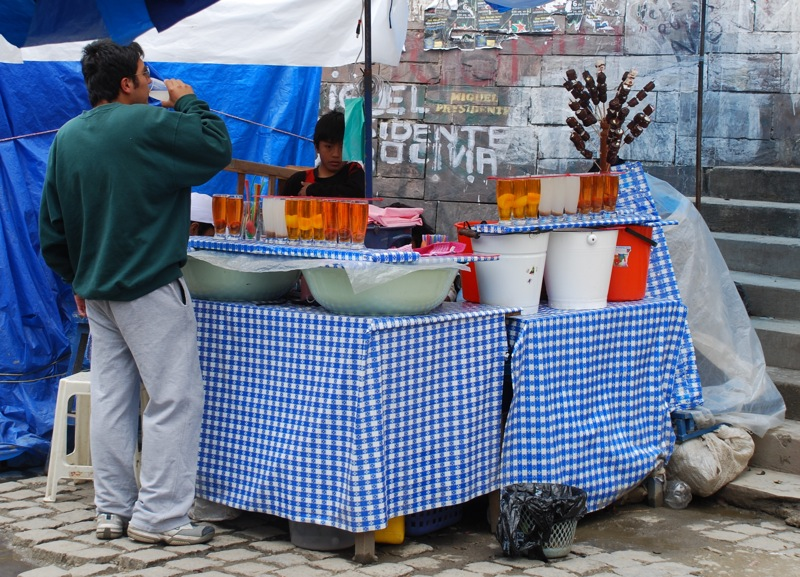
Un home prenent mocochinchi a La Paz, Bolívia.

El mocochinchi és una beguda refrescant i ensucrada, típica de la gastronomia boliviana que es prepara amb préssec pelat i deshidratat.
És molt usual la seva venda en llocs de carrer i ambulants, les festivitats, trobades folklòriques i esdeveniments socials de carrer solen propiciar la seva venda.

## Història
Segons la tradició oral, va arribar al país amb la colonització espanyola, a finals de segle XVI.

## Preparació
El mocochinchi es deixa en aigua tota la nit. Es retira el mochichinchi de l'aigua, la qual s'ha transformat en un almívar, i es bull amb canyella i clavell d'espècia.
Es pren fred, barrejant una petita part del producte bullit amb una part major d'almívar.